# Ловрек, Крунослав
Крунослав Ловрек (хорв. Krunoslav Lovrek; 11 сентября 1979, Вараждин, Югославия) — хорватский футболист, нападающий клуба «Сесвете».

## Карьера
Воспитанник футбольного клуба «Загреб». В этом клубе и сделал первые шаги в большом футболе.
За свою карьеру играл в чемпионатах Хорватии, Японии, Бельгии, Турции, Южной Кореи, Китая и Австралии.
5 июля 2012 подписал однолетний контракт с австралийским клубом "Сидней".

## Достижения
- Надежда года в Хорватии (1): 2000[3].